# Chamaecrista setosa
{{Taxobox
| name = Chamaecrista setosa
| status = 
| status_system = 
| status_ref = 
| image = 
| image_caption = 
| regnum = Plantae
| unranked_divisio = Angiospermae
| unranked_classis = Eudicots
| unranked_ordo = Rosids
| ordo = Fabales
| familia = Fabaceae
| genus = Chamaecrista
| species = C. setosa
| binomial = Chamaecrista setosa
| binomial_authority = ([[Julius Rudolph Theodor Vogel
}}
Chamaecrista setosa là một loài thực vật có hoa trong họ Đậu. Loài này được (Vogel) H.S.Irwin & Barneby miêu tả khoa học đầu tiên.